# Петнадесет месеца без оръжие
„Петнадесет месеца без оръжие“ е български игрален филм от 1995 година, по сценарий и режисура на Кристина Шопова и Васил Шопов. Оператор е Пламен Галинов.

## Актьорски състав
Не е налична информация за актьорския състав.